# Gamla Finlands lagsaga
Gamla Finlands lagsaga uppkom efter de svenska landavträdelserna i freden i Nystad 1721 och freden i Åbo 1743. Däri ingick Karelens och Kexholms lagsaga liksom Ingermanlands lagsaga. 
I Nystad bestämdes att i alla de fall, där annorlunda inte uttryckligen stadgats, domstolarna skulle följa de i landet dittills bestående lagarna. Under åren 1721-1742 existerade ännu inte en lagmansrätt. I Åbo tryggades däremot den då erövrade så kallade Villmanstrandska provinsen vid sina gällande lagar och författningar. Detta ledde så småningom till en sammansmältning av svenska och ryska lagar och institutioner. År 1784 ersattes lagsagan av den så kallade ståthållarskapsförfattningen. Den var i kraft till år 1797 då lagmansrätten pånytt började verka. När Viborgs län 1811 återfördes till Finland ställdes Viborgs lagmansrätt år 1812 under Åbo hovrätt. Den omfattade då fem domsagor eller Viborgs, Kymmenegårds, Nyslotts samt Kexholms södra och Kexholms norra domsaga.

## Lagmän i Gamla Finlands lagsaga
- Arvid Zimmermann 1742-1752
- Matthias Martin(iu)s 1755-1761
- Kristian Alenius 1762-1775
- Magnus von Orraeus 1775-1784
- Ivan von Pirskoy 1797-(1812)